# Jorge Núñez Sánchez

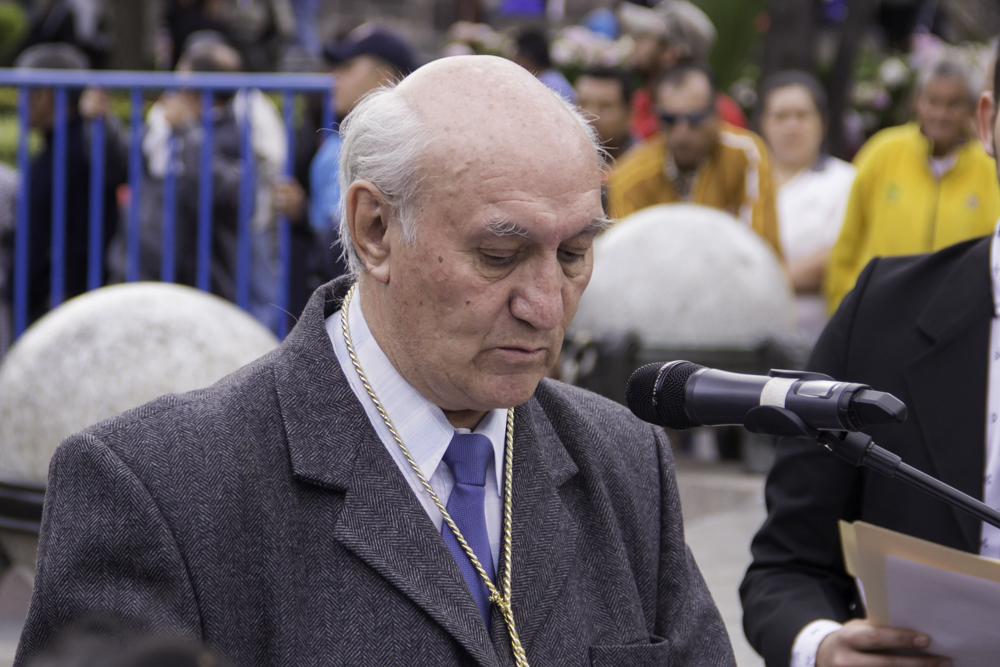
Jorge Núñez in 2016.

Jorge Núñez Sánchez (Magdalena, cantón Chimbo, 6 de febrero de 1947–Quito, 1 de noviembre de 2020) fue un escritor, historiador y profesor ecuatoriano.
Fue autor de 56 libros y coautor de otros 66 libros.
En 2010 fue galardonado con el Premio Nacional Eugenio Espejo en Cultura.

## Trayectoria
Entre 1973 y 1975 fue profesor asistente en la Universidad Central del Ecuador y estuvo a cargo del Departamento de Problemas Socioeconómicos. En 1975, obtuvo una beca de tres años del Instituto Nacional de Antropología e Historia de México a través del Instituto Ecuatoriano de Crédito Educativo y Becas (IECE). Fue contratado como investigador en el Instituto Nacional de Antropología e Historia (INAH) de México. Estudió el tema oligarquía e imperialismo y terminó el primer semestre, pero debido a la grave crisis financiera de 1976, que resultó en la devaluación del peso mexicano en un 100%, el gobierno canceló todas las becas y tuvo que regresar a Quito en diciembre.
Regresó a Ecuador desde México con material suficiente para escribir un libro de no ficción titulado La Guerra Interminable: Estados Unidos vs. Latinoamérica (Quito, 1980), que ha tenido cuatro ediciones. El libro relata la cantidad de ataques a las repúblicas latinoamericanas, desde la Doctrina Monroe hasta las intervenciones en Centroamérica, en particular en los casos de Nicaragua, Cuba, Granada, etc. También escribió un libro reconocido, aunque controvertido, El Mito de la Independencia (1976), que explica cómo, mediante la guerra, la oligarquía, que ya contaba con una ventaja socioeconómica, había alcanzado el poder político en la Real Audiencia de Quito.
En 1977 fue catedrático de Problemas Socioeconómicos del Ecuador y América Latina e Historia Urbana Latinoamericana en la Universidad Central del Ecuador, donde continuó enseñando como profesor de tiempo completo hasta su muerte.
En 1979, la Revista Nueva de Quito lo envió a Nicaragua como corresponsal de guerra. Allí presenció de primera mano la lucha del pueblo nicaragüense contra la dictadura de Anastasio Somoza Debayle. Pasó dos meses en Managua y localidades cercanas. Ese año publicó Historia de los Partidos Políticos Ecuatorianos (1979). En 1981, organizó el Tercer Encuentro de Historiadores Latinoamericanos y del Caribe (ADHILAC), celebrado en Quito, y fue nombrado Secretario Ejecutivo de dicha institución. En 1983, se unió a la Izquierda Democrática. Ese mismo año, fue invitado a Cuba por la Academia de Ciencias, y su trabajo sobre las intervenciones estadounidenses apareció en Granma, el único periódico de La Habana.
En 1984 fue reelegido Secretario de ADHILAC. El director del Instituto Ecuatoriano de Seguridad Social (IESS), Patrick Ávila, lo contrató para dirigir un programa de investigación, cuyo resultado fue la obra de 500 páginas Historia de la Seguridad Social Ecuatoriana, con datos y estadísticas sobre la institución desde su fundación en 1928 y la evolución de sus servicios y prestaciones.
En 1985 se casó con Jenny Londoño López, de Guayaquil. Ese mismo año publicó Nicaragua, la Trinchera Invencible (1985).
Entre 1988 y 1989 fue Subsecretario de Cultura y presidió el Consejo Nacional de Cultura durante la administración del presidente Rodrigo Borja Cevallos. En 1989, viajó a Sevilla, España, con una beca de un año como investigador en el Archivo de Indias y escribió un extenso estudio titulado Historia de la oligarquía ecuatoriana 1750-1912, que completó en 1992 y entregó a la CONUEP para su publicación. El Centro Cultural de Madrid le ofreció una conferencia histórica. En 1989, publicó en Quito el libro "Conciencia histórica de Andrés Bello".
En 1990 fue elegido presidente de la Asociación de Historiadores de América Latina y el Caribe (ADHILAC), durante el V Encuentro Internacional celebrado en São Paulo. En 1991 publicó un libro de 127 páginas titulado Entrevista con Simón Bolívar, un ensayo de ficción en el que el libertador se exilia voluntariamente en 1830.
En 1991 publicó El Pensamiento de José Peralta, con un estudio introductorio y la versión completa de su obra sobre la esclavitud en Latinoamérica. En 1992 fue nombrado director del Departamento de Historia y Geografía de la Casa de la Cultura Ecuatoriana y publicó Hacia una teoría latinoamericana de la historia, publicado conjuntamente por la ADHILAC y El Colegio de Michoacán en México. Desde 1993, viajó anualmente como profesor visitante a la Universidad de Brasilia y a la Universidad Michoacana de San Nicolás de Hidalgo para impartir cursos de humanidades. En 1993 publicó Ensayos sobre la historia de las ideas en Latinoamérica, un libro de cinco ensayos sobre las ideas de Simón Bolívar, Eloy Alfaro, José Peralta, y la ilustración y las ideas expansionistas en Estados Unidos, con secciones clave sobre la evolución de las ideas en el continente. 
También publicó "El País del Mediodía", que contenía una colección de artículos previamente publicados en periódicos y revistas. 
Como coautor colaboró en el libro Nueva Historia del Ecuador de la Corporación Editorial Nacional.
Fue profesor de la Universidad Central del Ecuador y Tesorero de la Academia Nacional de Historia de Ecuador.
El 1 de noviembre de 2020, Núñez falleció de cáncer a los 73 años.